# Rosières, Tarn

Rosières este o comună în departamentul Tarn din sudul Franței. În 2009 avea o populație de 753 de locuitori.

## Evoluția populației
| An        | 1975 | 1982 | 1990 | 1999 | 2006 | 2009 |
| --------- | ---- | ---- | ---- | ---- | ---- | ---- |
| Populație | 601  | 645  | 692  | 636  | 721  | 753  |